# جون ميلتون بيغيلو
جون ميلتون بيغيلو (بالإنجليزية: John Milton Bigelow)‏ هو عالم نبات وجراح أمريكي، ولد في 1804 في بيرو في الولايات المتحدة، وتوفي في 1878 في فيرمونت في الولايات المتحدة.